# Lac Neor
Le lac Neor (en persan : دریاچه نئور) est un lac situé au nord-ouest de l'Iran, dans la province d'Ardabil, à 48 km au sud-est de la ville d'Ardabil.

## Géographie
Il se trouve à une altitude de 2 700 mètres et sa profondeur maximale est de 5,5 mètres pour une profondeur moyenne de 3 mètres. D'une surface de plus de 220 hectares, il se compose de deux bassins de tailles différentes qui se rejoignent à la saison des pluies.

## Écologie
Le lac est l'habitat naturel de la truite arc-en-ciel et d'oiseaux tels que le tadorne casarca ou l'hirondelle. C'est également un lieu de pêche apprécié des Iraniens avec plus de 2600 permis de pêche délivrés en 2006.